# Limosina interima
Limosina interima är en tvåvingeart som beskrevs av Papp 1973. Limosina interima ingår i släktet Limosina och familjen hoppflugor. Inga underarter finns listade i Catalogue of Life.